# أسل منجلي الشكل
أسل منجلي الشكل (الاسم العلمي: Juncus falcatus) نوع نباتي يتبع جنس الأسل وينتمي إلى الفصيلة الأسلية.